# Zaluzianskya
Zaluzianskya es un género de plantas de flores de la familia Scrophulariaceae con 73 especies. 

## Especies seleccionadas
- Zaluzianskya acrobareia
- Zaluzianskya acutiloba
- Zaluzianskya affinis
- Zaluzianskya africana
- Zaluzianskya alpestris

## Sinónimo
- Nycterinia

- Datos: Q2619310
- Multimedia: Zaluzianskya / Q2619310
- Especies: Zaluzianskya